# 五蕊单室茱萸
五蕊单室茱萸（学名：Mastixia pentandra ssp. pentandra）为山茱萸科单室茱萸属下的一个亚种。